# Данило I Петровић Његош (књаз)
Књаз Данило I (Његуши 26. мај 1826 — Котор 13. август 1860) је био владар (књаз) Књажевине Црне Горе. Данило Петровић је водио агресивну и лукаву политику према својим спољашњим и унутрашњим непријатељима. Током његове владавине, Црна Гора је постала секуларна држава умјесто теократије из времена владика. Против Османског царства је водио два рата, а после другог су одређене границе између Црне Горе и Османског царства. На унутрашњем плану је реформисао Црну Гору и сламао племенску аутономију. Кнез Данило је убијен у атентату 1860. који је извршио Тодор Кадић из племена Бјелопавлића.

## Биографија

### Ступање на престо
Данило је био син Станка и Крстиње Петровић Његош. Због ниског раста је добио надимак Зеко. Вољом Петра II је за његовог насљедника одређен Данило Станков Петровић. Као и његов стриц Петар II, ни Данило није добио право религиозно образовање. Није чак ни желео да постане владика, већ је желио да се ожени. До Даниловог пунољетства и завршетка школовања у иностранству требало је да, по тестаменту, Црном Гором управља предсједник Сената, Његошев рођени брат и Данилов стриц Перо Томов Петровић. Послије смрти Петра II, и поред Његошеве воље, у Црној Гори су постојала још два претендента на престо, и то Његошев брат и Данилов стриц Перо Томов Петровић и Ђорђије Савов Петровић. Како је Његошева дуготрајна болест пред смрт налагала прелазак власти на Сенат, главари су били наклоњени да преузму власт од Данила. После Његошеве смрти, Сенат је под утицајем Ђорђија Петровића (најбогатијег Црногорца у то вријеме) прогласио Пера Томова за кнеза.
У вријеме Његошеве смрти Данило се налазио у Бечу. По повратку на Цетиње Данило је сазнао да се његов стриц Перо уселио у Биљарду и преузео власт. Чак је и Сенат дана 9. септембра 1851. године изабрао Пера Томова за господара Црне Горе. Данило је у борби за власт показао упорност и суровост које ће обележити његову владавину. Инсистирао је да главари поштују Његошеву вољу. Сенат и скуп главара проглашавају га 1. јануара 1852. године за владара Црне Горе. Дана 1. марта 1852, Сенат по одлуци Свеопштег црногорског збора одлучио да Црна Гора постане насљедно књажевство. Прије дефинитивног одлучивања ко ће бити Његошев наследник и по измиривању Црмничана и Катуњана и пошто су га прихватила сва племена осим Бјелопавлића, Данило је отпутовао у Беч, па у Русију, наводно да би се заредио као владика. Данило Петровић се вратио на Цетиње 14. августа 1852. године. Данило је изненадио своје противнике доносећи са собом писану подршку цара Николаја I да он постане кнез Црне Горе. Захваљујући руској подршци, као и утицају двоје угледних сенатора Новице Церовића и Стевана Перкова Вукотића, на владичански престо сјео је Данило. Перо Томов је прихватио одлуку руског цара и вратио се на свој положај председника Сената.
Међутим, Данило није желио да влада као владика. Данило је намеравао да се ожени Даринком Квекић. Као владици му то не би било дозвољено, па је Данило морао да затражи дозволу од главара и Русије. По жељи народној и пристанку цара руског Николаја I прогласио се у Петрограду за књаза, и тиме је коначно у Црној Гори свјетовна власт оцијепљена од духовне.

### Омер-пашина година
Османско царство је страховало да ће тиме сувише порасти Црној Гори углед и одлучно је одбило да призна нови статус Црне Горе. Почело је да се мијеша у црногорска унутрашња питања нуђењем племену Пипери специјалан статус ако признају Османско царство за господаре. Зато је кнез Данило напао и заузео Жабљак Црнојевића. То је Порти дало повод, те је 1852. године послала на њу велику војску под Омер-пашом Латасом. Опкољена са свих страна, Црна Гора се трудила да задржи турско напредовање. Брат књаза Данила, велики војвода Мирко Петровић, предводио је борбу. Пошто се није могао одржати, склонио се у Острошки манастир, гдје је са 30 Црногораца девет дана одолијевао огромној непријатељској сили, док му није стигла помоћ од књаза Данила. Знајући да се неће моћи дуго одупирати Турцима, Данило се обратио Аустријанцима за помоћ. Послије аустријске интервенције у црногорску корист Османско царство је 1853. понудило мир. На интервенцију Великих сила Османско царство је признало ново стање у Црној Гори.
Кнез Данило Петровић Његош је 23. априла 1853. увео Орден књаза Данила I, први црногорски орден, који се додељивао за подвиге у рату против Турске 1852-1853.

### Савез са Русијом и његов неуспјех
Данило је тражио у Русији војног савезника, док је покушавао истовремено да не узнемири Аустрију. Његова образована и богата супруга, уз неуспјех Русије да испуни обећање за међународно признање Црне Горе, је ојачала Данилов франкофилски став. То је штетило Даниловим односима са Русијом и Аустријом, који су сматрали добре односе између Црне Горе и Француске за претњу својим интересима.
Истовремено, све главне европске силе су радиле да поткопају руски утицај у југоисточној Европи, који је био најјачи у Црној Гори. Истовремено, Русија није била у позицији да помогне Црној Гори након што је поражена у Кримском рату. На Париском конгресу 1856. представници руске владе нису били у могућности да подрже црногорске захтјеве за независност и територијално проширење. Међутим, руска влада је одговорила на Данилов меморандум „да је руска влада увек признавала независност Црне Горе и увек ће чинити, без обзира на став осталих великих сила". Током путовања у Француску, Данило је прихватио извесну финансијску помоћ (око 200.000 франака годишње) из Француске у нади да ће Француска осигурати формално признање суверенитета Црне Горе. По истом принципу, Наполеона III се надао да ће то приближити Црну Гору француском утицају на штету Русије. Овим чином Данило је зарадио много непријатеља, јер су многи утицајни Црногорци сматрали то као издају Русије.

## Структура власти
У складу са реалним могућностима, књаз је увео модеран начин управљања. На челу државе налазио се књаз. Централну установу земаљске власти, чинио је Сенат, са 12, а касније са 16 сенатора. Локална власт, административна, извршна и војна обављана је у 50 капетанија, чије су се територије поклапале са границама

## Реформе
У вријеме своје краткотрајне владавине, предузео је бројне мјере како на унутрашњем плану, тако и на спољашњем. Подстицао је друштвено-економске токове, како би своју земљу увео у модерно грађанско друштво. На национално политичком плану, баш као и његови претходници, стремио је ослобађању свих поробљених јужнословенских народа.
Жестоко се обрачунавао са племенским сепаратизмом и одбијањем племена да плаћају порез. Сурово је угушио побуну Бјелопавлића. Остаће упамћена похара Куча, када је црногорска војска, којом је командовао његов брат војвода Мирко, сурово казнила становништво због побуне, убијајући све од дјеце у колијевци до немоћних стараца.
Укинуо је многе наслијеђене и нецивилизоване обичаје, као што је одсијецање турске главе и излагање изнад Цетињског манастира, довођење живог роба, отмица дјевојака...
Књаз Данило био је у управи одважан, племенске је свађе и освете искоријенио и ауторитет државне власти високо уздигао. Био је гвоздене воље, јака карактера, неустрашив у остваривању народних идеала и државне мисли. Његово силно родољубље и сјајни ум, потпомаган у извођењу државних задатака несавладивом личном храброшћу, положили су темељ новој Црној Гори и пред свијетом је у угледу подигли на степен заточника балканске слободе.

## Женидба
У јануару 1855. године књаз се оженио Даринком Квекић, из угледне српске тршћанске породице. Прва црногорска књегиња била је веома интелигентна, образована и амбициозна. Говорила је четири страна језика: италијански, латински, руски и француски, а под њеним утицајем књаз је почео да учи руски и француски. Њеним доласком се умногоме промијенио живот на црногорском двору. Имала је утицаја на спољну политику, па је и неријетко била на удару руске дипломатије. Она је утицала да се укине стари обичај јавног истицања одсјечених глава непријатеља. Јосеф Холечек у књизи „Црна Гора у миру“, пише: „Главе са Табље су уклоњене у вријеме књаза Данила, на молбу његове жене Даринке, којој се није допало да их угледа сваки пут кад погледа кроз прозор."
Лазар Мамула, намјесник Далмације био је вјенчани кум црногорског кнеза Данила. Мамула је у једном извјештају из 1853. посланом у Беч, између осталог за Данила рекао: „Он говори само српски и талијански”. Кнез Никола је протјерао Даринку и кћер Олгу из Црне Горе, након атентата на Данила.

### Доношење Законика
Године 1855, на иницијативу кнеза Данила донесен је „Законик Данила I, господара Црне Горе и Брда“ касније познат као „Данилов законик“, којим је књаз наставио реформе у земљи. Законик је штампан у Новом Саду а потом и у Француској, Италији и Пољској. Најзначајније одредбе су оне које се односе на уставноправна питања- на положај човјека и грађанина, на положај књаза као врховног господара, на права и положај судова, обавезе грађана у одбрани отаџбине... Овим законом је довршено рушење патријархалног начина живота, укинута самосталност племена, учвршћена државна власт, што није прошло без отпора. Овај законик је имао 95 чланова. Законик у писаној форми у 92. члану не спомиње српску народност, али је у званичној, штампаној верзији, поред осталих допуна извршена и та допуна, коју неки етнички Црногорци (који се не осјећају Србима) називају фалсификатом. Пошто је штампана верзија била у званичној употреби у Црној Гори, јасно је да нема говора о фалсификату, већ о допуни.

### Битка на Граховцу и разграничење
Године 1858, Турска је опет послала велику војску, коју су у славној бици на Граховцу на Спасовдан Црногорци потпуно потукли под вођством великог војводе Мирка. До тада је једна међународна комисија регулисала границе између Црне Горе и Турске.

## Атентат и разлози атентата
У напону снаге свршио је трагичном смрћу од атентата, који је, као посљедица личних мотива, на њега извршен у Котору 1. августа 1860. (по јулијанском календару). Атентат је извршио Тодор Кадић, кога је непосредно након атентата ухватио сердар Шкрњо (Филип) Кусовац. Тодор Кадић је био из племена Бјелопавлића. Разлог атентата је био догађај са Острога, на дан Свете Тројице (Педесетница) јуна 1854. године, када је пијани Данило силовао Кадићеву сестру, а жену попа Пунише Павићевић из Бјелопавлића, Даницу Павићевић, познатију као Вилајету, којој по љепоти није било равне. То је био и разлог побуне Брђана против Црногораца, јер су још тридесетак дјевојака, спремних за просидбу, силоване од перјаника, по одобрењу Данила, у манастирским одајама. Обичај је био да о том празнику родитељи доводе ћерке које би биле на дугачкој клупи каменој поред цркве, и да склапају вјеридбе. Због атентата, суд у Котору је Кадића осудио на смрт вјешањем, а војвода Мирко је све Кадиће прогнао из Црне Горе. Побјегли су у српско село Врака, сјеверно од Скадра. Острошки калуђер Владимир, писао је у своме писму од 27. децембра 1854. године да су поступци књажеви и његове гарде изазвали мржњу код народа „према књазу напаснику“. (Подаци су из књиге Илије Петровића, „Црногорска похара Куча“, гдје аутор наводи више извора који потврђују истинитост навода.)
Дошло је до заоштравања односа Црне Горе и Аустрије, која се бојала општесловенске пропаганде у турским провинцијама. Аустрија је ослободилачке покрете на Балкану сматрала револуционарном опасношћу. Заоштравање црногорско-аустријских односа дошло је до усијања у јуну 1859, када је 27 наоружаних политичких црногорских емиграната премештено из Задра у Котор. Црна Гора је узалуд протестовала код аустријских власти. Крајем јула 1860. кнез Данило је са супругом и три пратиоца отпутовао на краћи одмор у Прчањ. Из Прчња је 12. августа 1860. допловио чамцем у Котор у краћу посету. Задржао се у Котору цели дан, а пред вече када се укрцавао у чамац, у леђа му је са два корака пуцао Тодор Кадић. Умро је 13. августа 1860.
На упражњени пријесто послије Данила дошао је његов синовац кнез Никола I.

## Српство књаза Данила
У Законику књаза Данила установљеном 1855, параграф 92., пише: Иако у овој земљи нема никакве друге народности до једине српске и никакве друге вјере до једине православне источне.... У прокламацији Кучима 1852, књаз Данило вели: Спомените се, о јуначки народе старије српскије јунака, како су се они храбро борили, да не робују под турским игом... јер Србин данас нема никога до Бога и свога брата Србина.. У писму српском кнезу Александру Карађорђевићу, априла 1856, књаз Данило захваљује на послатим уџбеницима: Дјело ово да служи за залог новог и крепког братског јединства, које ће бити основ будућој нашој свези братског согласја, основ бољој будућој срећи једнородног народа српског. Књаз црногорски носи на скрижали својега срца урезано чувство љубави и преданости не само за свој народ, већ за све Српство и за све оно, што се српско зове и именује. Крајем маја 1856. књаз Данило пише Наполеону III о турским зулумима: Да би нас себи потчинили глађу, они су разјагмили српске земље, отели српско море; нама остају само стијене и срце, које никада неће клонути. Књаз Данило поручује српском кнезу Михаилу Обреновићу: Нека само започне књаз Михаило, ја му са својим Црногорцима пођох на сусрет, да ослободимо српски народ, па ма ја био у војсци књаза Михаила прости војник.